# Hugo van den Loonsche Duynen
Hugo van den Loonsche Duynen is een fictief personage en het hoofdpersonage uit het verhaal rond de Efteling-attractie Villa Volta.

## Geschiedenis
De Efteling stelde in 1995 de attractie Villa Volta, en zijn bijbehorende hoofdpersonage, voor. Toen zou Hugo van den Loonsche Duynen, nog Hugo van Cetsheuvel heten. Er lag ook een voorstel op tafel om Hugo Lodewyk te noemen, maar dit heeft het eindproduct niet gehaald. Zijn achternaam is een verwijzing naar het nabijgelegen natuurpark Loonse en Drunense Duinen.

## Verhaal
Hugo van den Loonsche Duynen is de leider van de roversbende de Bokkenrijders, een bende die in het midden van de 18e eeuw de Brabantse Kempen en het Limburgse platteland teisterde. Op een avond trok zijn bende naar de Abdij van Postel om daar het goud en zilver te roven. Terwijl hij het altaar leegde, raakte een slanke hand hem aan en hij zag een vrouw, Vrouwe Goeds, achter hem. De vrouw was jong, slank, had ogen vol vuur en droeg een lang wit kleed. Zij waarschuwde hem dat hij moest stoppen met zijn plunderingen. Hugo luisterde niet en ging verder. Toen hij thuis kwam, zag hij dat de dame zich gevestigd had op het dak van zijn woning. Zij vervloekte het huis, zodat hij gekweld werd met zijn misdaden in het achterhoofd. De vloek kan pas verbroken worden wanneer iemand met het reine geweten van een pasgeboren kind het huis betreedt.

## In het park
In het park kan men Hugo vinden in de tweede voorshow in Villa Volta, gethematiseerd naar de woonkamer van Hugo. Hij heeft lang, grijs haar, een verrimpeld en vermagerd gezicht en hij draagt een lange kamerjas. Hij zit in een stoel op een verhoging in de rechtse hoek van de kamer. Hier wordt zijn stem ingesproken door Jules Croiset.

## In de media
Er is een kortfilm gemaakt in 1996 door regisseur Dennis Bots , gekend voor de regie van films zoals Anubis en het pad der 7 zonden, genaamd Hugo - De historie achter Villa Volta